# Трамвай у Касабланці
Трамвай у Касабланці (фр. Tramway de Casablanca, араб. ترامواي الدار البيضاء) — діюча трамвайна мережа у місті Касабланка, Марокко. Введена в експлуатацію у грудні 2012 року. Це друга після столичної трамвайна система Марокко. На 2015 рік  складається з однієї Y-подібної лінії протяжністю 31 км (48 зупинок).

## Загальна інформація

### Маршрути
Станом на 2015 рік, трамвайна система складається з однієї лінії T1, яка сполучає район Sidi Moumen в східній частині міста з районами Aïn Diab і Facultés у західній. Лінія завдовжки 31 км налічує 48 зупинок.

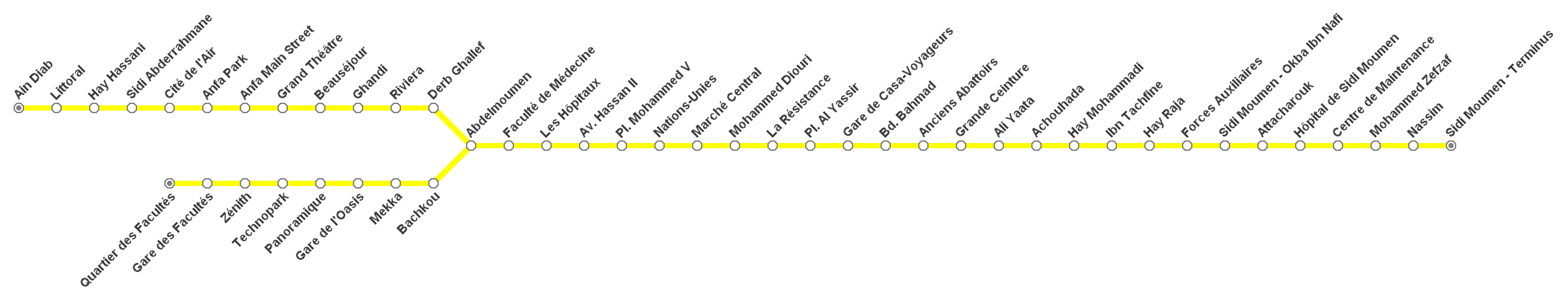
Схема лінії T1 на травень 2015 року

### Рухомий склад
У Касабланці використовують 74 сучасних низькопідлогових двосторонніх зчленованих вагонів типу Alstom Citadis 302. Кожен трамвай вміщує 606 пасажирів, включаючи 118 сидячих місць; вони можуть перевозити до 250,000 осіб на добу. Вагони оснащені кондиціонерами, тонованим склом, а також дисплеями з інформацією французькою та арабською мовами.
|                         |  |                    |  |                  |  |                                                |
| Трамвай в центрі міста. |  | Трамвайна зупинка. |  | Інтер'єр вагона. |  | Трамвай на зупинці «le Quartier des Facultés». |

## Ресурси Інтернету
- www.casatramway.ma Official website (фр.) (араб.)